# 海關樓站
海關樓站（英語：Custom House for ExCeL DLR station）位於英國東倫敦紐漢區皇家碼頭的海關樓地區，由碼頭區輕便鐵路服務。位於倫敦第3收費區。車站名稱來自於海關樓和倫敦展覽中心。最早的海關樓站開通於1855年。

## 外部連結
- Docklands Light Railway website - Custom House station page （页面存档备份，存于）
- More photos and Google Street View imagery of this station （页面存档备份，存于）